# Bernardo Comas
Pour les articles homonymes, voir Comas (homonymie).
Bernardo Comas est un boxeur cubain né le 14 novembre 1960 à Colombia.

## Carrière
Sa carrière amateur est principalement marquée par un titre de champion du monde remporté à Munich en 1982 dans la catégorie des poids moyens et par une médaille d'or aux Jeux panaméricains de Caracas en 1983.

## Référence
1. ↑  (en) Résultats des championnats du monde de boxe amateur 1982 (amateur-boxing.strefa.pl)